# 千葉県道150号大多喜一宮線
千葉県道150号大多喜一宮線（ちばけんどう150ごう おおたきいちのみやせん）は、千葉県夷隅郡大多喜町と長生郡一宮町を結ぶ一般県道である。

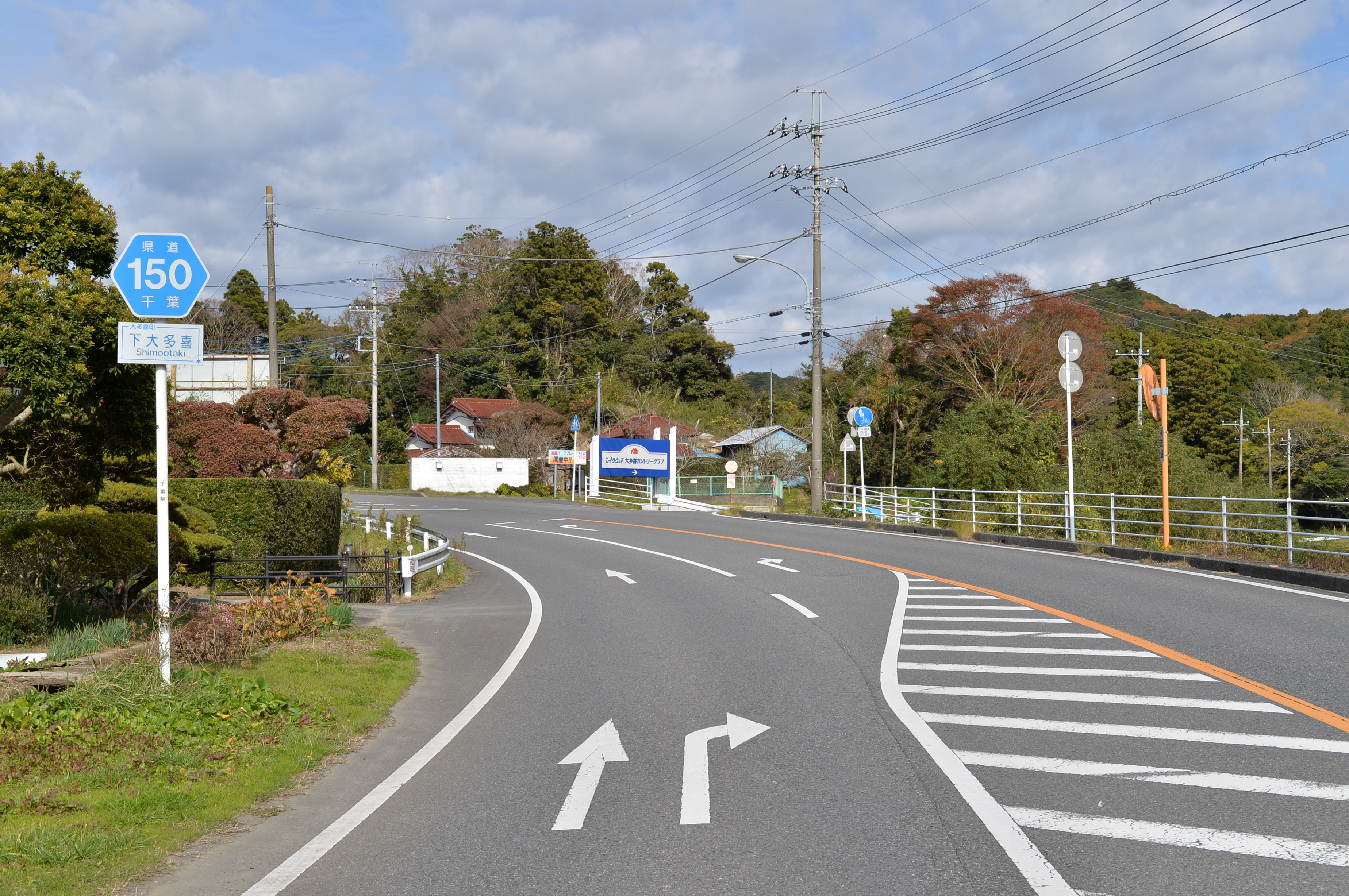
千葉県道150号大多喜一宮線
大多喜町下大多喜（2015年12月）

## 路線データ
- 起点：夷隅郡大多喜町横山（白山台交差点、国道297号交点）
- 終点：長生郡一宮町一宮（交差点名標識なし、国道128号交点）
- 総延長：*.* km（夷隅土木事務所管内：3.079 km[1]、長生土木事務所管内：*.* km）
- 重用延長：*.* km（夷隅土木事務所管内：*.* km、長生土木事務所管内：*.* km）
- 実延長：10.855 km（夷隅土木事務所管内：3.042 km[1]、長生土木事務所管内：7.813 km[2]）

## 路線状況

### 重複区間
- 千葉県道148号南総一宮線（長生郡睦沢町上之郷 - 長生郡一宮町一宮）
- 千葉県道85号茂原夷隅線 - 長生郡睦沢町上市場（上市場交差点） - 長生郡睦沢町上市場（交差点名標識なし)

### 道路施設
- むつざわスマートウェルネスタウン・道の駅・つどいの郷（長生郡睦沢町森）

## 地理

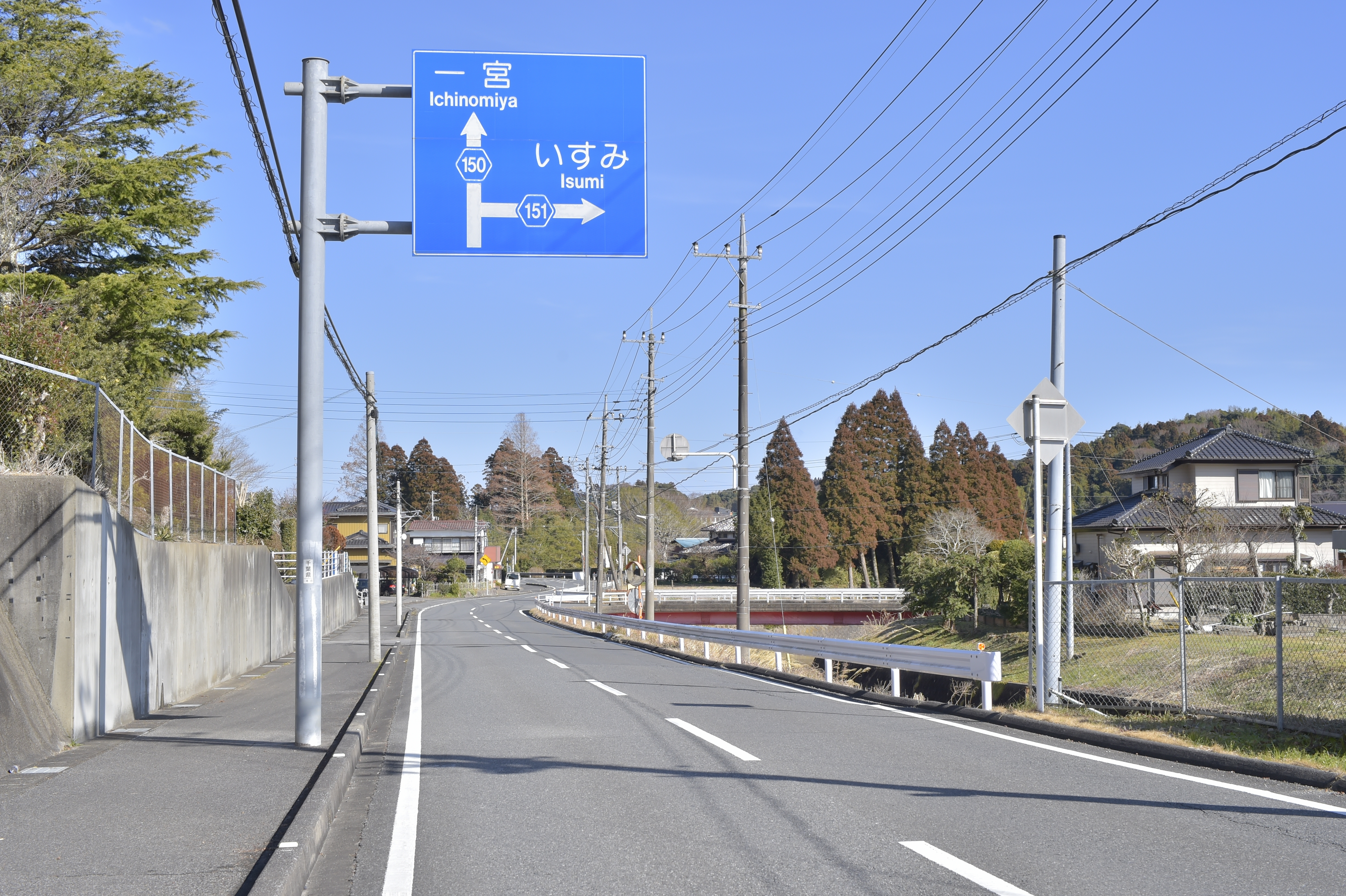
睦沢町大上の県道151号交点付近（2023年2月）

### 通過する自治体
- 千葉県
  - 夷隅郡大多喜町 - 長生郡睦沢町 - 長生郡一宮町

### 交差・接続する道路
- 国道297号 - 夷隅郡大多喜町横山（白山台交差点、起点）
- 千葉県道151号夷隅瑞沢線 - 長生郡睦沢町大上（交差点名標識なし）
- 千葉県道148号南総一宮線 - 長生郡睦沢町下之郷（交差点名標識なし） - 長生郡一宮町一宮（交差点名標識なし、終点）※重複区間
- 千葉県道85号茂原夷隅線 - 長生郡睦沢町上市場（上市場交差点） - 長生郡睦沢町上市場（交差点名標識なし）※重複区間
- 国道128号 - 長生郡一宮町一宮（交差点名標識なし、終点）

### 周辺
- 妙楽寺（長生郡睦沢町妙楽寺）
- 千葉県立一宮商業高等学校（長生郡一宮町一宮）
- 玉前神社（長生郡一宮町一宮）